# Collection permanente
Cet article court présente un sujet plus développé dans : Collection (activité).
La collection permanente d'un musée (ou d'une institution) est la collection qui appartient au musée ou au propriétaire du musée. Le musée peut exposer, de manière temporaire ou permanente, des œuvres ou des pièces provenant d'autres collections. À l'inverse, il peut également prêter des pièces de sa collection permanente à d'autres institutions.